# Losari (Ploso)
Losari is een bestuurslaag in het regentschap Jombang van de provincie Oost-Java, Indonesië. Losari telt 5771 inwoners (volkstelling 2010).